# Hendrik Bonmann
Hendrik Bonmann (Essen, 22 gennaio 1994) è un calciatore tedesco, portiere del Ludogorec.

## Carriera
Cresciuto nel settore giovanile del Rot-Weiss Essen, debutta in prima squadra l'8 dicembre 2012, in occasione dell'incontro di Regionalliga vinto per 2-1 contro il Rot-Weiß Oberhausen. Nel 2013 viene acquistato dal Borussia Dortmund, che lo aggrega alla seconda squadra. Nell'arco di quattro stagioni totalizza 67 presenze con la seconda squadra dei gialloneri; inoltre viene convocato in prima squadra per alcune partite di campionato e delle coppe europee, senza tuttavia scendere in campo. Nel 2017 viene ceduto al Monaco 1860, con cui ottiene la promozione in 3. Liga. Nel 2020 si trasferisce al Kickers Würzburg, dove gioca per due stagioni tra seconda e terza divisione. Nell'estate del 2022 si accasa agli austriaci del Wolfsberger, con cui debutta anche nelle coppe europee.

## Statistiche

### Presenze e reti nei club
Statistiche aggiornate al 21 aprile 2023.
| Stagione                    | Squadra                     | Campionato                  | Campionato | Campionato | Coppe nazionali | Coppe nazionali | Coppe nazionali | Coppe continentali | Coppe continentali | Coppe continentali | Altre coppe | Altre coppe | Altre coppe | Totale | Totale |
| Stagione                    | Squadra                     | Comp                        | Pres       | Reti       | Comp            | Pres            | Reti            | Comp               | Pres               | Reti               | Comp        | Pres        | Reti        | Pres   | Reti   |
| --------------------------- | --------------------------- | --------------------------- | ---------- | ---------- | --------------- | --------------- | --------------- | ------------------ | ------------------ | ------------------ | ----------- | ----------- | ----------- | ------ | ------ |
| 2012-2013                   | Rot-Weiss Essen             | RL                          | 6          | -5         | CG              | 0               | 0               |                    | -                  | -                  |             | -           | -           | 6      | -5     |
| 2013-2014                   | Borussia Dortmund II        | 3L                          | 4          | -7         |                 | -               | -               |                    | -                  | -                  |             | -           | -           | 4      | -7     |
| 2014-2015                   | Borussia Dortmund II        | 3L                          | 7          | -10        |                 | -               | -               |                    | -                  | -                  |             | -           | -           | 7      | -10    |
| 2015-2016                   | Borussia Dortmund II        | RL                          | 35         | -35        |                 | -               | -               |                    | -                  | -                  |             | -           | -           | 35     | -35    |
| 2016-2017                   | Borussia Dortmund II        | RL                          | 21         | -19        |                 | -               | -               |                    | -                  | -                  |             | -           | -           | 21     | -19    |
| Totale Borussia Dortmund II | Totale Borussia Dortmund II | Totale Borussia Dortmund II | 67         | -71        |                 | -               | -               |                    | -                  | -                  |             | -           | -           | 67     | -71    |
| 2017-2018                   | Monaco 1860 II              | BaL                         | 5          | -7         |                 | -               | -               |                    | -                  | -                  |             | -           | -           | 5      | -7     |
| 2017-2018                   | Monaco 1860                 | RL                          | 3          | -3         | CG              | 0               | 0               |                    | -                  | -                  |             | -           | -           | 3      | -3     |
| 2018-2019                   | Monaco 1860                 | 3L                          | 6          | -6         | CG              | 0               | 0               |                    | -                  | -                  |             | -           | -           | 6      | -6     |
| 2019-2020                   | Monaco 1860                 | 3L                          | 13         | -21        |                 | -               | -               |                    | -                  | -                  |             | -           | -           | 13     | -21    |
| Totale Monaco 1860          | Totale Monaco 1860          | Totale Monaco 1860          | 20         | -30        |                 | 0               | 0               |                    | -                  | -                  |             | -           | -           | 20     | -30    |
| ott. 2020-2021              | Kickers Würzburg            | 2L                          | 20         | -32        | CG              | -               | -               |                    | -                  | -                  |             | -           | -           | 20     | -32    |
| 2021-2022                   | Kickers Würzburg            | 3L                          | 34         | -48        | CG              | 1               | -1              |                    | -                  | -                  |             | -           | -           | 35     | -49    |
| Totale Kickers Würzburg     | Totale Kickers Würzburg     | Totale Kickers Würzburg     | 54         | -80        |                 | 1               | -1              |                    | -                  | -                  |             | -           | -           | 55     | -81    |
| 2022-2023                   | Wolfsberger                 | BL                          | 25         | -46        | CA              | 0               | 0               | UECL               | 4                  | -4                 |             | -           | -           | 29     | -50    |
| Totale carriera             | Totale carriera             | Totale carriera             | 177        | -239       |                 | 1               | -1              |                    | 4                  | -4                 |             | -           | -           | 182    | -244   |

## Palmarès

### Club

#### Competizioni nazionali
- Fußball-Regionalliga: 1

Monaco 1860: 2017-2018 (girone Baviera)
- Supercoppa di Bulgaria: 1

Ludogorec: 2024
- Campionato bulgaro: 1

Ludogorec: 2024-2025